# Arif Heralić
Arif Heralić (Zenica, 5. svibnja 1922. – Zenica, 16. lipnja 1971.) je bio bosanskohercegovački romski ljevač iz Željezare Zenice.

## Životopis

### Rani život
Rođen je u Zenici 5. svibnja 1922. godine.

### Na novčanicama
Poznat je njegov osmjeh na novčanici od tisuću jugoslavenskih dinara izdane 1955. godine. Nakon denominacija iz 1966. ↓1 godine njegov lik je prisutan na novčanici od 10 dinara koja je popularna zvana „Som“. Ta novčanica se koristila do 1985. godine. 
Novčanica je nastala na temelju fotografije koju je krajem prosinca 1954. godine napravio Nikola Bibić, fotoreporter lista „Borba“, za članak o Željezari Zenici.

### Kasniji život
O sudbini Arifa Heralića, kao ranije nasmijanome radniku i simbolu socijalističkoga napretka i blagostanja, koji se razbolio, postao kronični alkoholičar i sa svojom obitelji živio u neimaštini, te pokušaju da traži novčanu naknadu za korištenje njegovoga lika na novčanici, snimljen je dokumentarni film „Devalvacija jednog osmijeha” (1967.), u režiji Vojdraga Berčića. Film je sugerirao na krivicu društva, koje je radnika iskoristilo, a zatim odbacilo. Dokumentarni film je emitiran 9. siječnja 1968. na TV Zagreb, nakon Dnevnika. Prikazivanje filma izazvalo je dugotrajne rasprave u političkim krugovima. TV Zagreb je prikazivanje filma proglasila „programsko-političkom greškom”, a urednik Filmskoga programa je podnio ostavku. Iako državni tužitelj nije zabranio prikazivanje, film više nije prikazivan.
Arif Heralić je imao jedanaestoro djece. Otišao je u mirovinu 1961. godine, kao invalid rada. Umro je u siromaštvu u rodnoj Zenici 16. lipnja 1971. godine.

## Miješanje s Alijom Sirotanovićem
Arifa Heralića često miješaju s Alijom Sirotanovićem, rudarem – rekorderom iz rudnika Breza kod Breze. Arif Heralić nije bio rekorder – heroj rada kao Alija, nego je u vrijeme socijalističke izgradnje SFRJ bio primjer veseloga i zadovoljnoga radnika – proizvođača zbog čega se njegov lik i našao na najupotrebljavanijoj novčanici toga vremena.

## Galerija
- Arif Heralić na novčanici od 1000 dinara.
- Arif Heralić na novčanici od 10 dinara.
- Slavoj Žižek nosi službenu majicu Subversive Festivala iz 2013. godine s likom Arifa Heralića.